# 北疆缬草
北疆缬草（学名：Valeriana turczaninovii）为忍冬科缬草属的植物。分布在蒙古、俄罗斯以及中国大陆的新疆等地，生长于海拔2,000米至3,000米的地区，多生长于云杉林下，目前尚未由人工引种栽培。